# 大泉乡
大泉乡，是中华人民共和国新疆维吾尔自治区塔城地区沙湾市下辖的一个乡镇级行政单位。

## 行政区划
大泉乡下辖以下地区：
河西村、烧房庄子村、东泉村、杨家庄村、大泉村、三道沟村、中泉村、西泉村、五道河子村、城郊西村、城郊东村、叶家湖村和二道河子村。